# U-20-Fußball-Südamerikameisterschaft der Frauen 2022
Die U-20-Fußball-Südamerikameisterschaft der Frauen 2022 fand vom 6. bis zum 24. April 2022 in Chile statt. Es war die neunte Ausgabe des Turniers.
Die zwei nach Abschluss des Turniers bestplatzierten Auswahlmannschaften qualifizierten sich für die U-20-Weltmeisterschaft 2022 in Brasilien. Aus der Veranstaltung ging die U-20 Brasiliens als Sieger hervor. Zweitplatzierte wurden die Kolumbianerinnen. Torschützenkönigin des Turniers war mit zehn erzielten Treffern die Uruguayerin Belén Aquino.

## Spielorte
Die Partien der U-20-Südamerikameisterschaft fanden alle im Estadio Municipal Nicolás Chahuán Nazar in La Calera statt.

## Modus
Gespielt wurde in zwei Fünfer-Gruppen und einer anschließend ebenfalls im Gruppenmodus ausgetragenen Finalphase mit vier Mannschaften.
Es nahmen am Turnier die Nationalmannschaften Argentiniens, Boliviens, Brasiliens, Chiles, Ecuadors, Kolumbiens, Paraguays, Perus, Uruguays und Venezuelas teil.

## Gruppenphase

### Gruppe A
| Pl.                             | Land        | Sp. | S | U | N | Tore    | Diff. | Punkte |
| ------------------------------- | ----------- | --- | - | - | - | ------- | ----- | ------ |
| 1.                              | Venezuela   | 4   | 3 | 1 | 0 | 007:100 | +6    | 10     |
| 2.                              | Chile       | 4   | 2 | 2 | 0 | 007:100 | +6    | 08     |
| 3.                              | Argentinien | 4   | 1 | 2 | 1 | 003:200 | +1    | 05     |
| 4.                              | Chile       | 4   | 1 | 1 | 2 | 003:300 | ±0    | 04     |
| 5.                              | Peru        | 4   | 0 | 0 | 4 | 000:130 | −13   | 0      |
| Qualifiziert für die Finalrunde |             |     |   |   |   |         |       |        |

|             |   |              |           |
| 6.4.        |   |              |           |
| Chile       | – | Argentinien  | 0:0       |
| Peru        | – | Venezuela    | 0:2 (0:0) |
| 8.4.        |   |              |           |
| Argentinien | – | Kolumbien    | 0:0       |
| Peru        | – | Chile        | 0:3 (0:2) |
| 10.4.       |   |              |           |
| Kolumbien   | – | Venezuela    | 1:1 (0:0) |
| Argentinien | – | Peru         | 3:0 (3:0) |
| 12.4.       |   |              |           |
| Kolumbien   | – | Peru         | 5:0 (3:0) |
| Venezuela   | – | Chile        | 2:0 (1:0) |
| 14.4.       |   |              |           |
| Venezuela   | – | Argentinien} | 2:0 (0:0) |
| Chile       | – | Kolumbien    | 0:1 (0:1) |

### Gruppe B
| Pl.                             | Land      | Sp. | S | U | N | Tore    | Diff. | Punkte |
| ------------------------------- | --------- | --- | - | - | - | ------- | ----- | ------ |
| 1.                              | Brasilien | 4   | 4 | 0 | 0 | 017:000 | +17   | 12     |
| 2.                              | Uruguay   | 4   | 3 | 0 | 1 | 019:300 | +16   | 09     |
| 3.                              | Ecuador   | 4   | 2 | 0 | 2 | 009:900 | ±0    | 06     |
| 4.                              | Paraguay  | 4   | 1 | 0 | 3 | 004:900 | −5    | 03     |
| 5.                              | Bolivien  | 4   | 0 | 0 | 4 | 003:310 | −28   | 0      |
| Qualifiziert für die Finalrunde |           |     |   |   |   |         |       |        |

|           |   |           |            |
| 7.4.      |   |           |            |
| Brasilien | – | Uruguay   | 2:0 (0:0)  |
| Bolivien  | – | Ecuador   | 1:5 (1:2)  |
| 9.4.      |   |           |            |
| Uruguay   | – | Paraguay  | 3:0 (1:0)  |
| Bolivien  | – | Brasilien | 0:10 (0:6) |
| 11.4.     |   |           |            |
| Paraguay  | – | Ecuador   | 1:3 (0:1)  |
| Uruguay   | – | Bolivien  | 13:0 (7:0) |
| 13.4.     |   |           |            |
| Paraguay  | – | Bolivien  | 3:2 (2:1)  |
| Ecuador   | – | Brasilien | 0:4 (0:3)  |
| 15.4.     |   |           |            |
| Ecuador   | – | Uruguay   | 1:3 (1:1)  |
| Brasilien | – | Paraguay  | 1:0 (0:0)  |

## Finalrunde
| Pl.                                                                                            | Land      | Sp. | S | U | N | Tore    | Diff. | Punkte |
| ---------------------------------------------------------------------------------------------- | --------- | --- | - | - | - | ------- | ----- | ------ |
| 1.                                                                                             | Brasilien | 3   | 3 | 0 | 0 | 005:000 | +5    | 09     |
| 2.                                                                                             | Kolumbien | 3   | 2 | 0 | 1 | 006:300 | +3    | 06     |
| 3.                                                                                             | Uruguay   | 3   | 1 | 0 | 2 | 002:500 | −3    | 03     |
| 4.                                                                                             | Venezuela | 3   | 0 | 0 | 3 | 001:600 | −5    | 0      |
| U-20-Südamerikameister und qualifiziert für die U-20-WM 2022 Qualifiziert für die U-20-WM 2022 |           |     |   |   |   |         |       |        |

|           |   |           |           |
| 18.4.     |   |           |           |
| Venezuela | – | Uruguay   | 1:2 (0:1) |
| Brasilien | – | Kolumbien | 3:0 (2:0) |
| 21.4.     |   |           |           |
| Uruguay   | – | Brasilien | 0:1 (0:1) |
| Kolumbien | – | Venezuela | 3:0 (1:0) |
| 28.4.     |   |           |           |
| Uruguay   | – | Kolumbien | 0:3 (0:3) |
| Venezuela | – | Brasilien | 0:1 (0:1) |

## Schiedsrichterinnen
Am 21. März 2022 gab die CONMEBOL die für das Turnier nominierten Schiedsrichterteams bekannt. Zum ersten Mal nahm im Rahmen eines von CONMEBOL und UEFA vereinbarten Schiedsrichter-Austauschprogramms ein europäisches Schiedsrichterteam an einem südamerikanischen Turnier teil.
- Roberta Echeverría
  - Assistentinnen: Gisela Truco und Gisela Bosso
- Jhanet Portugal
  - Assistentinnen: Inés Choque und Elizabeth Blanco
- Thayslane de Melo
  - Assistentinnen: Barbara Da Costa und Brigida Cirilo
- Madelaine Rojas
  - Assistentinnen: Loreto Toloza und Leslie Vásquez
- Jenny Arias
  - Assistentinnen: Nataly Arteaga und Carolina Vicuña
- María Zamora
  - Assistentinnen: Viviana Segura und Nataly Ramírez
- Zulma Quiñónez
  - Assistentinnen: Nilda Gamarra und Nancy Fernández
- Milagros Arruela
  - Assistentinnen: Vera Yupanqui und Mariana Aquino
- Silvia Ríos
  - Assistentinnen: Adela Sánchez und Daiana Fernández
- Yercinia Correa
  - Assistentinnen: Migdalía Rodríguez Chirino und Laura Cárdenas

Europäisches Team:
- Maria Sole Ferrieri Caputi
  - Assistentinnen:  Eliana Fernández und  Giulia Tempestilli